# Dolce (district de Plzeň-Sud)
Pour les articles homonymes, voir Dolce.
Dolce (en allemand : Dolzen) est une commune du district de Plzeň-Sud, dans la région de Plzeň, en République tchèque. Sa population s'élevait à 288 habitants en 2022.

## Géographie
Dolce se trouve à 5 km à l'est-sud-est du centre de Přeštice, à 21 km au sud de Plzeň et à 95 km au sud-ouest de Prague.
La commune est limitée par Řenče au nord, par Letiny à l'est, par Horšice et Radkovice au sud et à l'ouest, et par Příchovice à l'ouest et au nord-ouest.

## Histoire
La première mention écrite de la localité date de 1379.

## Galerie

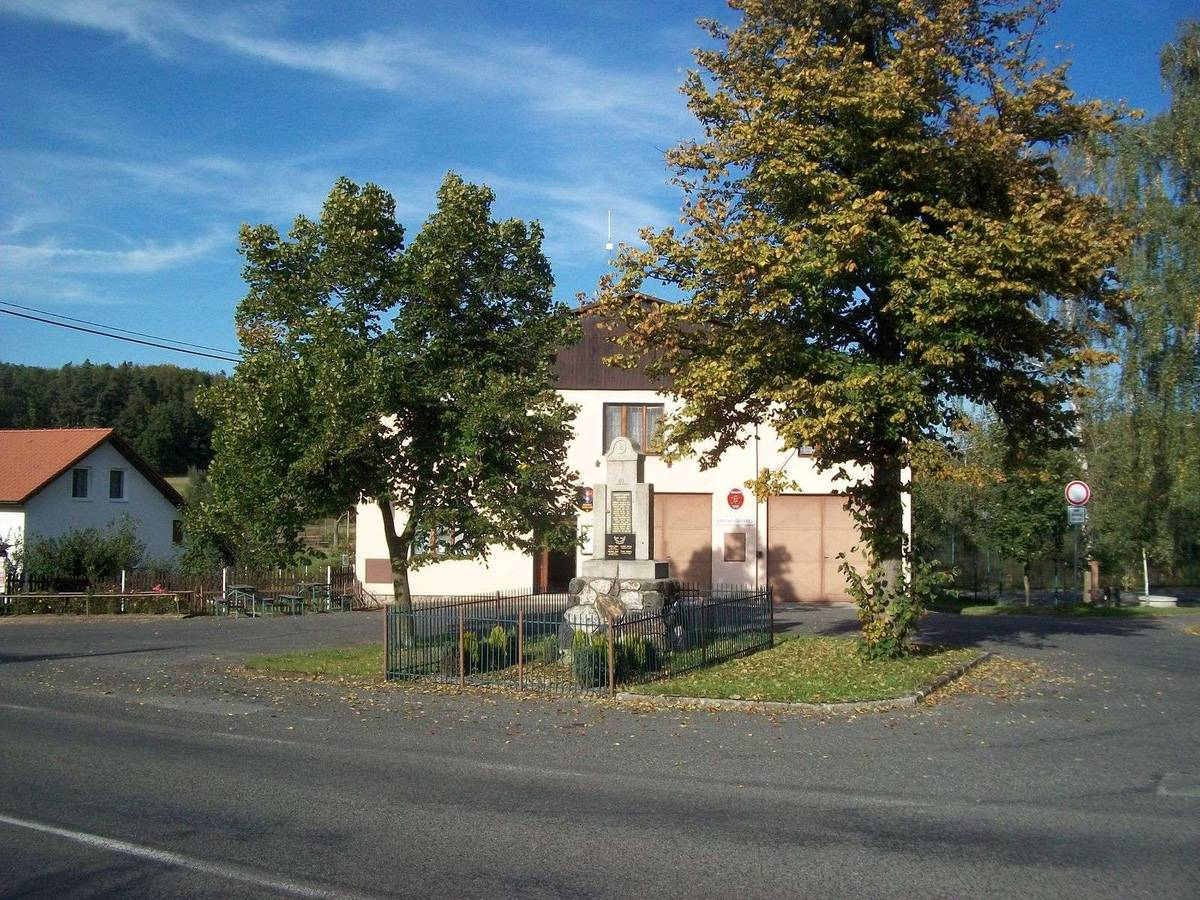
Monument aux morts et mairie.
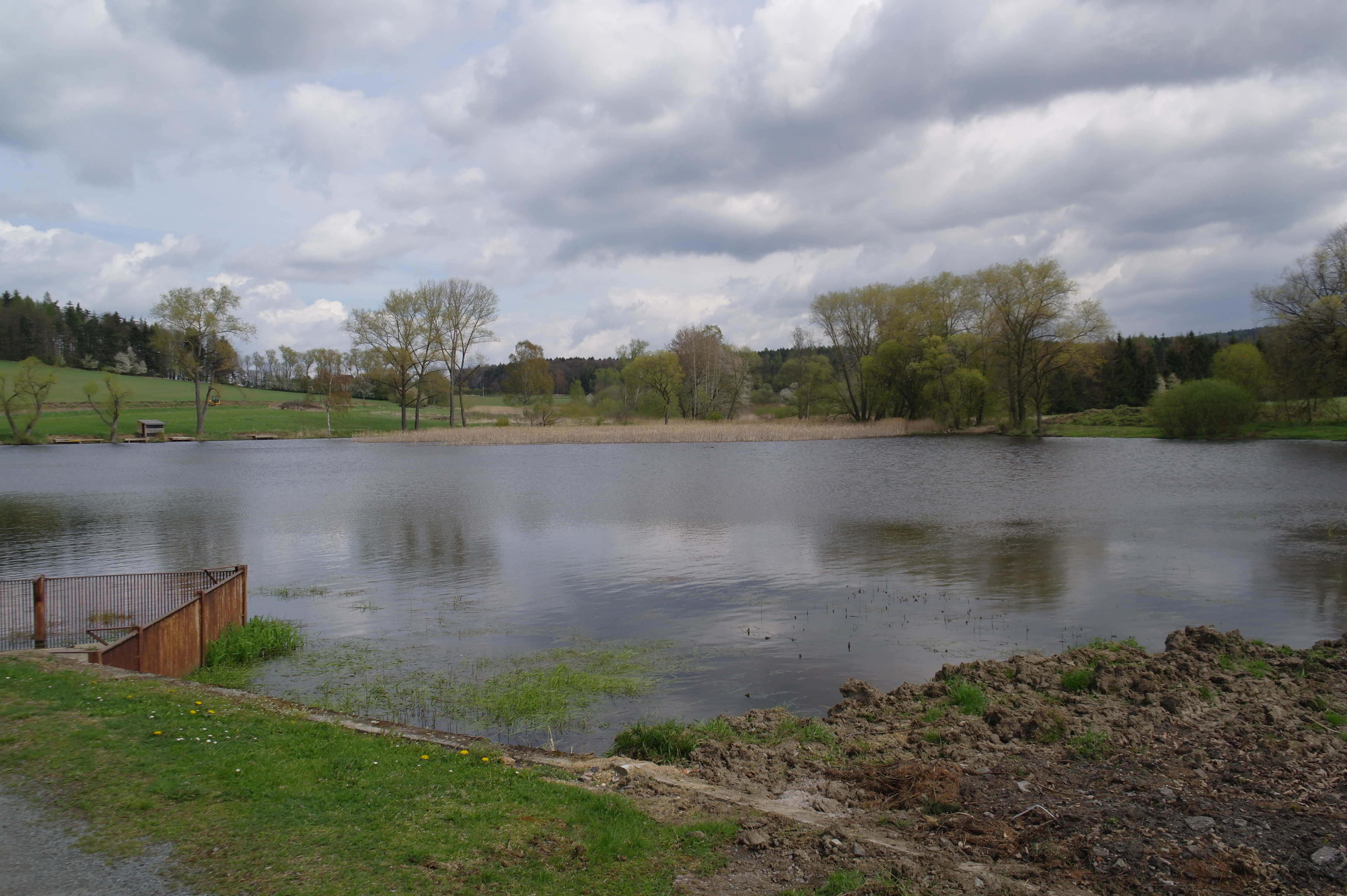
Étang à Dolce.

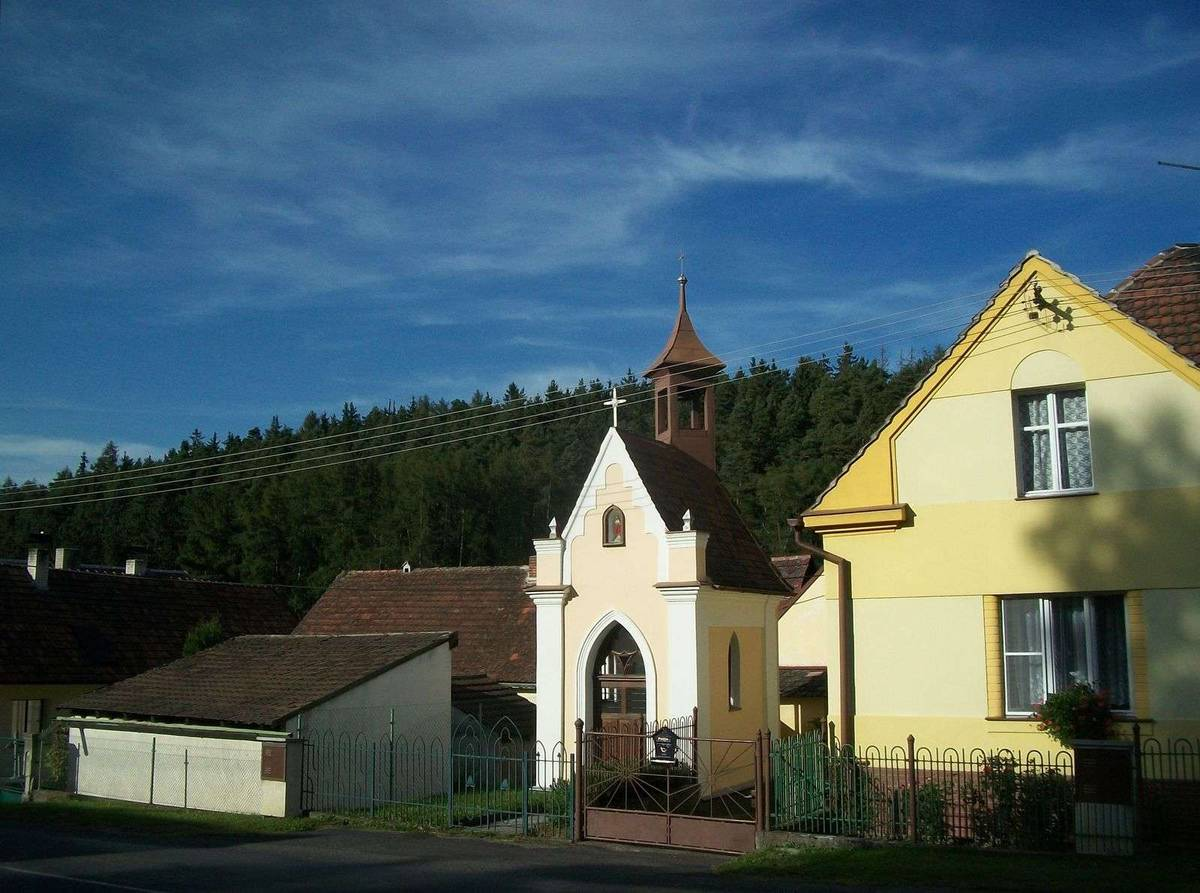
Chapelle Saint-Antoine de Padoue, de style néogothique.

## Transports
Par la route, Dolce se trouve à 12 km de Přeštice, à 33 km de Plzeň et à 119 km de Prague. 